# Museo dell'occupazione sovietica (Kiev)
Il Museo dell'occupazione sovietica (in ucraino Музей совєтської окупації?) è dedicato al periodo che va dal 1917 al 1991. Si trova nel Distretto di Holosiïv a Kiev, in Ucraina.

## Storia
È stato istituito nel novembre 2001 e dal 30 maggio 2007 ha la denominazione di Museo dell'occupazione sovietica.

## Esposizioni

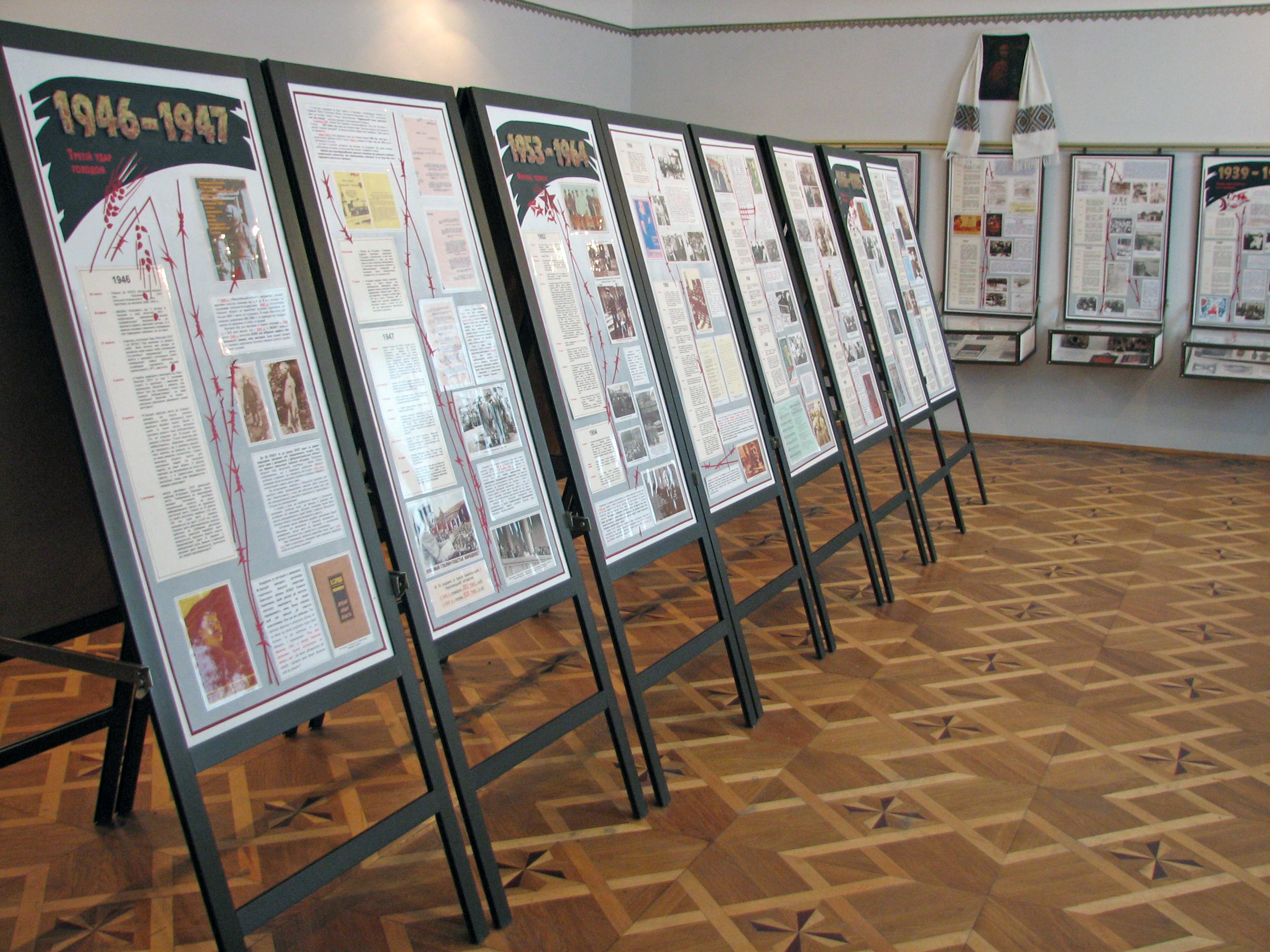
Parte dei poster in esposizione nel museo

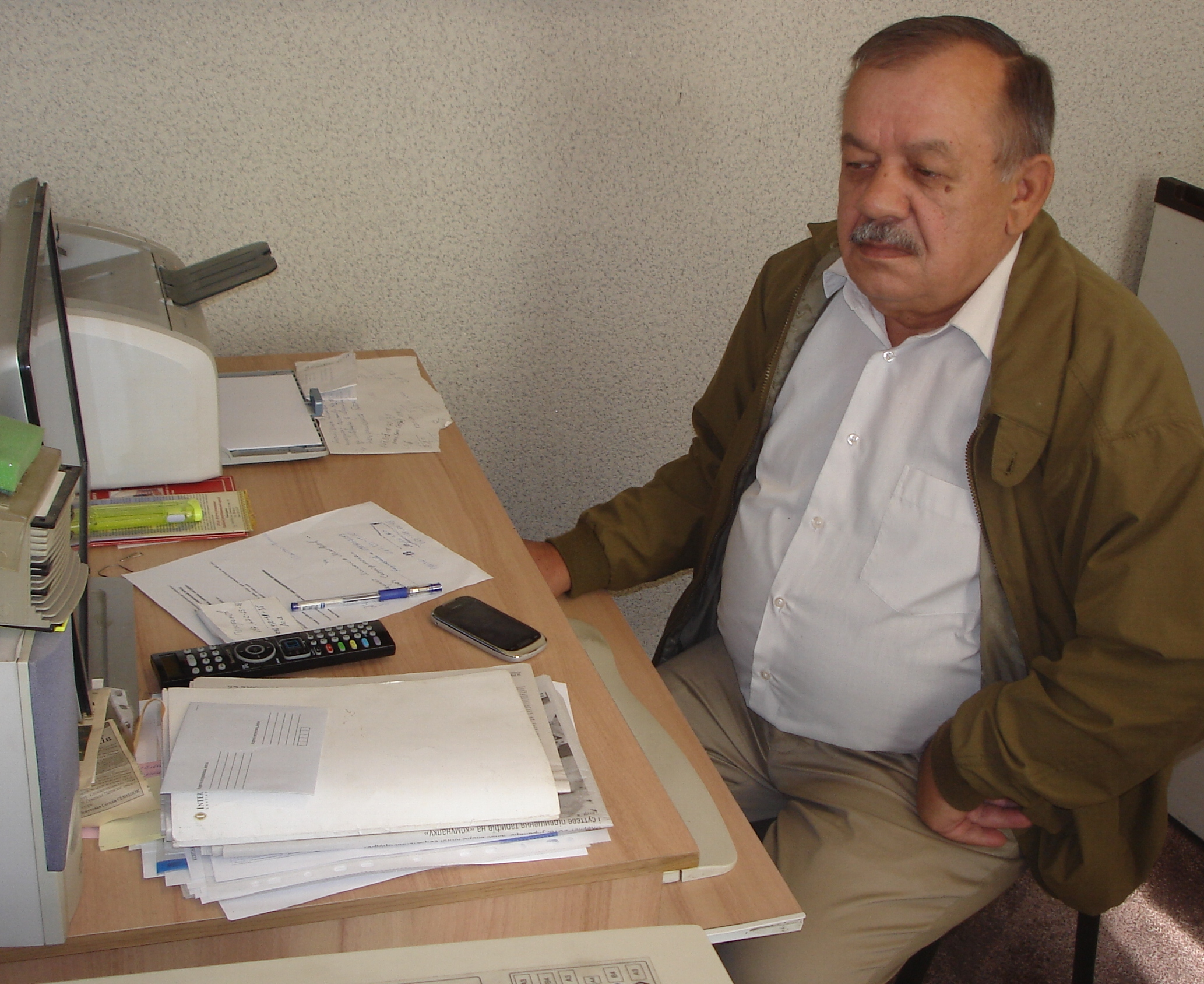
Direttore del museo nel 2012

L'esposizione del museo riguarda il periodo durante il quale l'Ucraina ha fatto parte dell'Unione Sovietica (dal 1917 sino al 1991). I temi toccati riguardano in particolare i campi di concentramento in URSS, la nascita dello stato bolscevico e la nascita dell'URSS dopo carestie e violenze, l'industrializzazione e la collettivizzazione, l'Olocausto ucraino, il periodo di dominazione tedesca, l'ultimo decennio della dittatura di Iosif Stalin, la carestia e la fine del URSS.

## Altri musei sull'occupazione sovietica
Esistono in altri Paesi musei che si dedicano allo stesso tema, come il Museo dell'occupazione sovietica a Tbilisi in Georgia oppure il progetto non commerciale di storia orale di storici creato come un museo virtuale, il Museo virtuale dell'occupazione sovietica in Bielorussia.